# パイパー PA-28
PA-28
パイパー PA-28-236 ダコタ
- 用途：民間汎用機
- 製造者：パイパー・エアクラフト
- 初飛行：1960年1月14日[要出典]
- 生産数：32,778+
- 生産開始：1960年

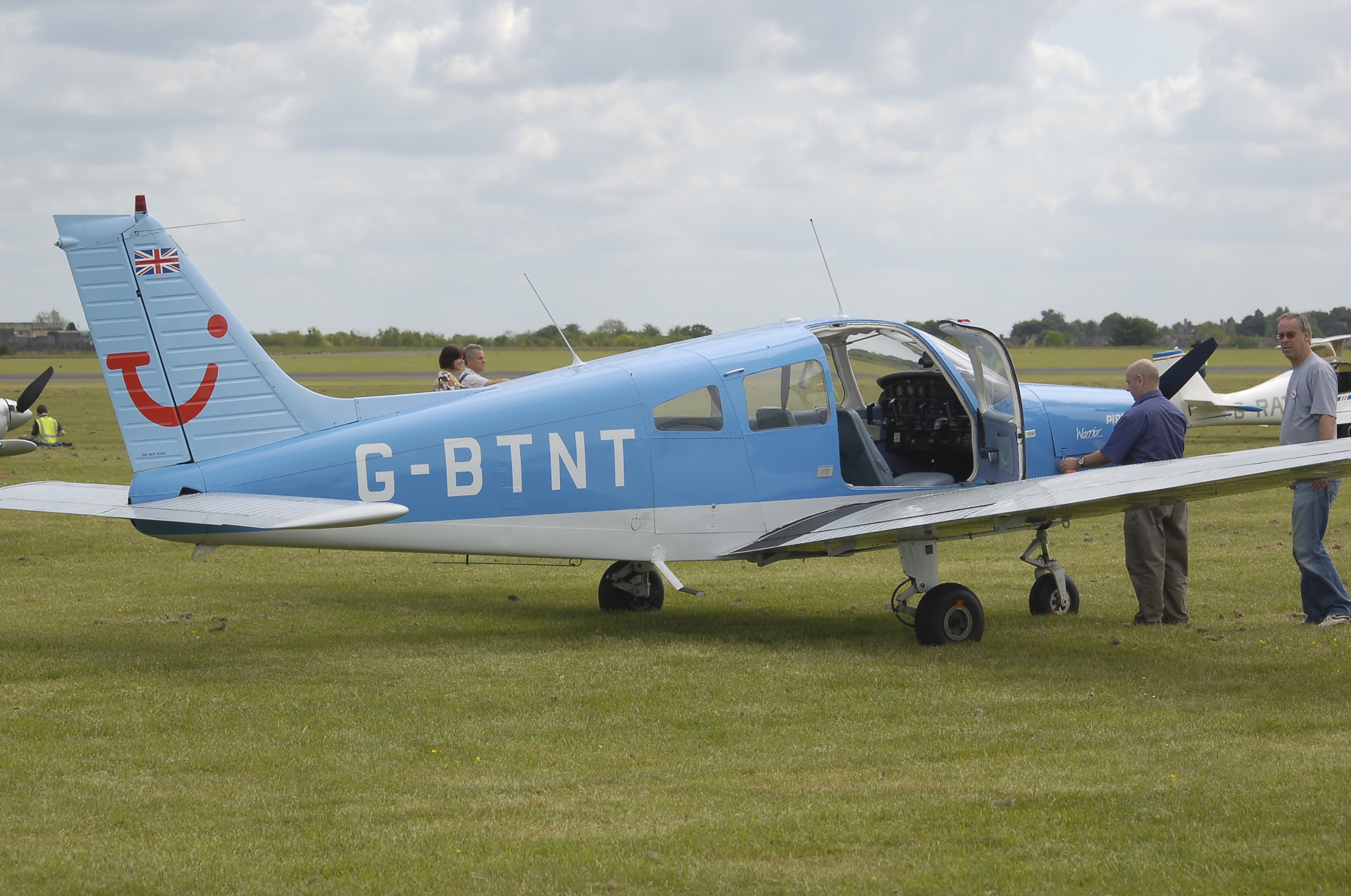
1976年製PA-28-151

PA-28 チェロキー（PA-28 Cherokee）は、飛行訓練、エアタクシー、自家用機などを目的として設計された軽飛行機のファミリーで、パイパー・エアクラフトが製造している。
PA-28 ファミリーは、すべて、全金属製・非与圧・低翼・前輪式の単発レシプロ機である。ドアは副操縦士の側に一つあり、主翼を踏んで乗り込む。
最初のPA-28は、1960年に連邦航空局から型式証明を取得したが、このシリーズは現在でも生産されている。現在製造中のモデルはアロー（Arrow）とアーチャー（Archer）である。アーチャーは、2009年に一度生産中止になったが、新しくパイパーを買収したインプリミスの資本によって、2010年から再生産を始めた。
PA-28 シリーズと競合するのは、セスナ 172、グラマン・アメリカン AA-5、ビーチクラフト マスケティアなどである。
パイパーは、チェロキー・ファミリー内にいくつかの派生型を作ってきたが、これには140 - 300馬力 (100 - 220 kW)のエンジン・ターボチャージャーの有無・固定式または引込式の降着装置・固定ピッチプロペラまたは定速プロペラ・座席を追加して6人乗りとするための胴体延長などが含まれる。6人乗りの派生型は一般的にはPA-32と呼ばれている。PA-32の初期の型は「チェロキー・シックス」として知られ、サラトガと呼ばれた後期の型は2009年まで生産されていた。

## 開発
チェロキーを発表したとき、パイパーの単発全金属製飛行機の主力はPA-24 コマンチだったが、これはより大型で、引込式の着陸脚と定速プロペラを装備していた。Karl Bergey
、Fred Weick、John Thorpは、チェロキーを、セスナ 172に対抗できるように製造および部品のコストを下げた、コマンチの安価な代替機として設計した。ただし、その後、チェロキーのいくつかは、引込脚と定速プロペラを装備した。
チェロキーとコマンチは、並行して製造され、異なる市場区分に十年以上供給された。これは、PA-32Rに置き換えられる形で、コマンチの製造が1972年に終了するまで続いた。

### PA-28 チェロキー

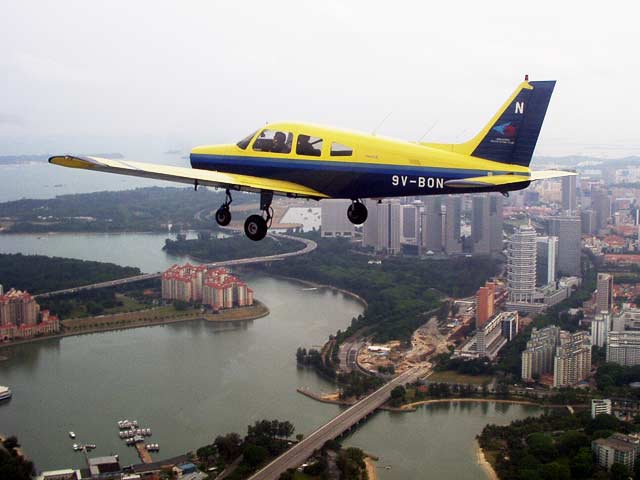
Singapore Youth Flying ClubのライブラリのPA-28-161 ウォーリアII。今でも世界中で基礎飛行訓練に使われている

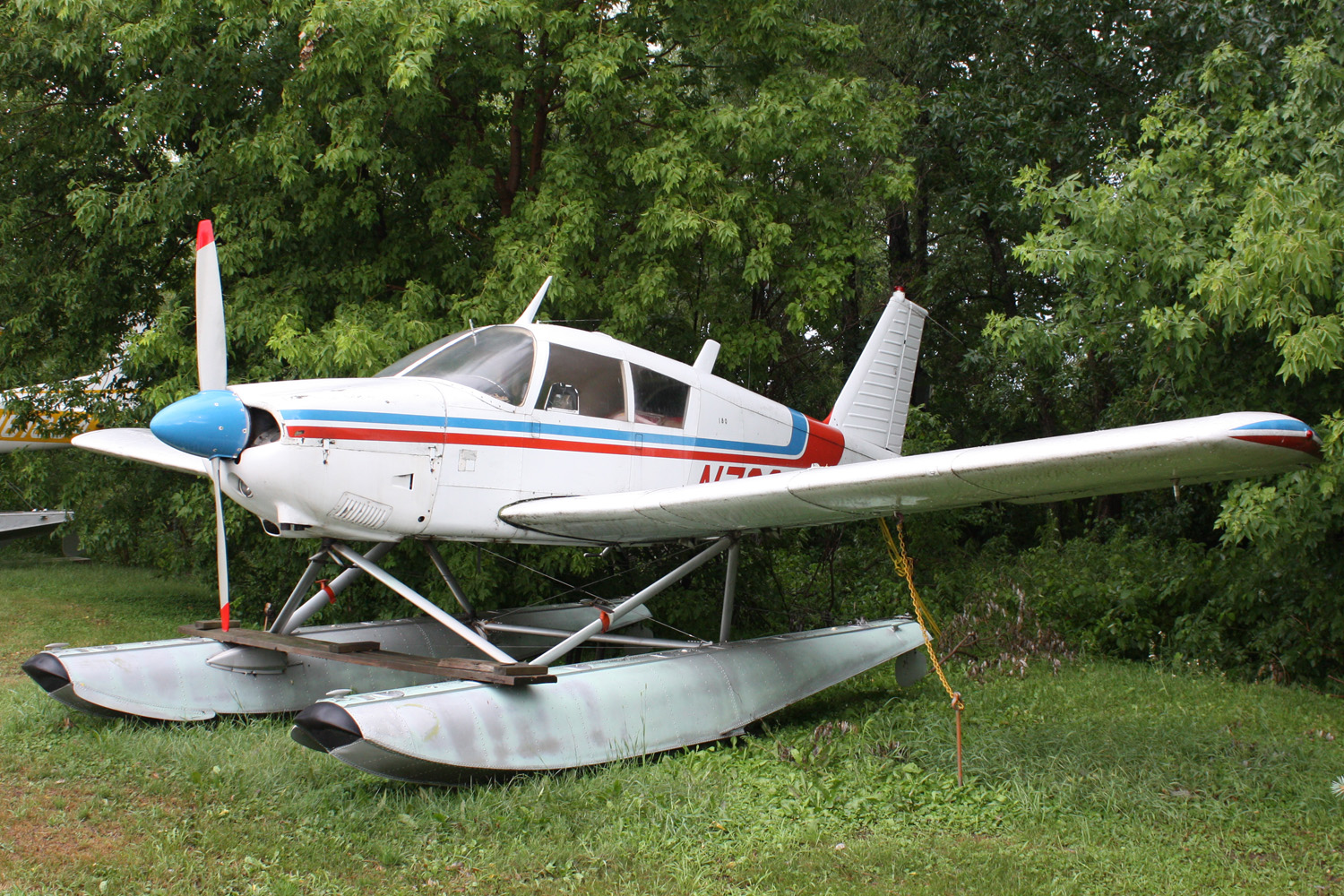
フロートのついたPA-28-180

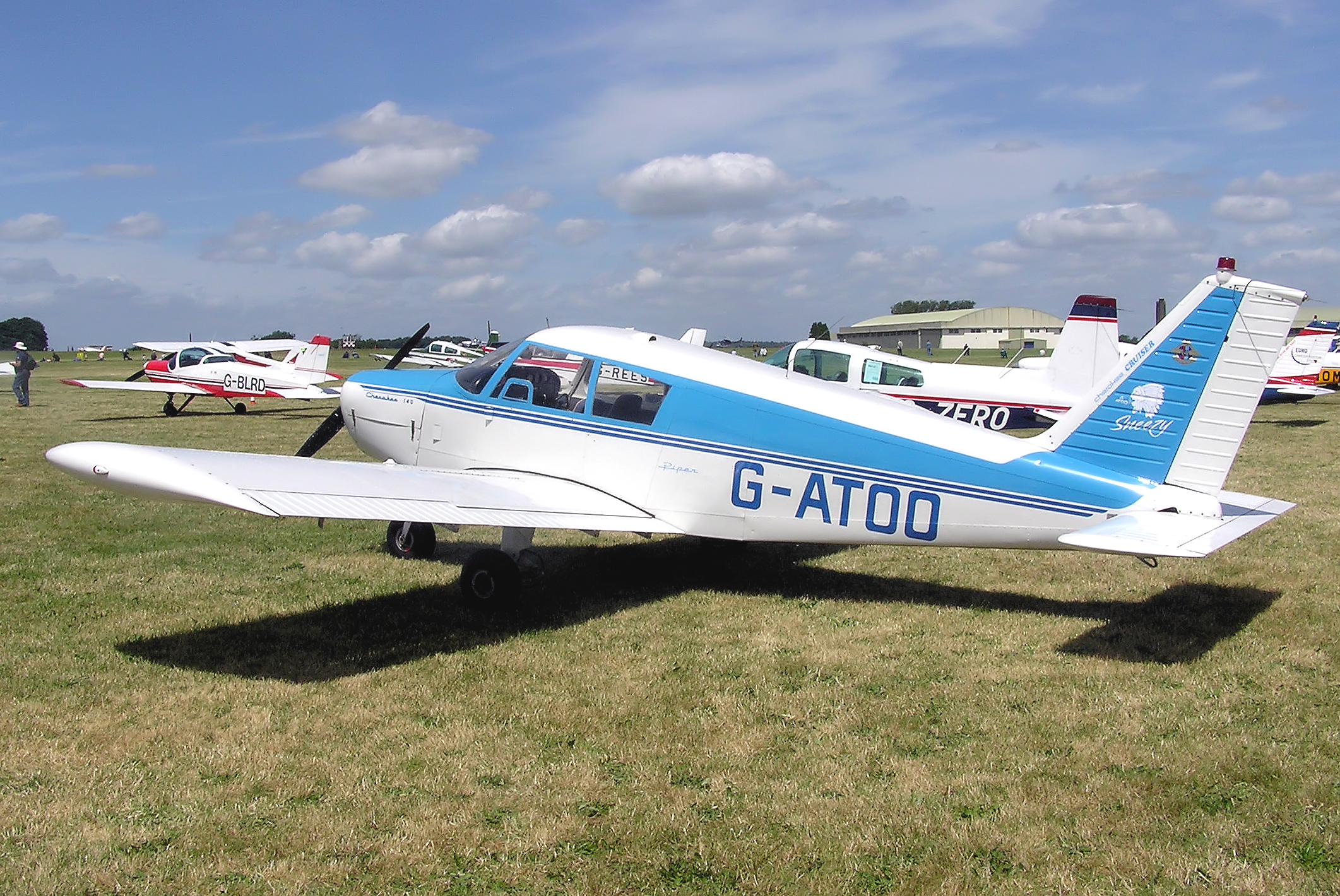
1966年製PA-28-140

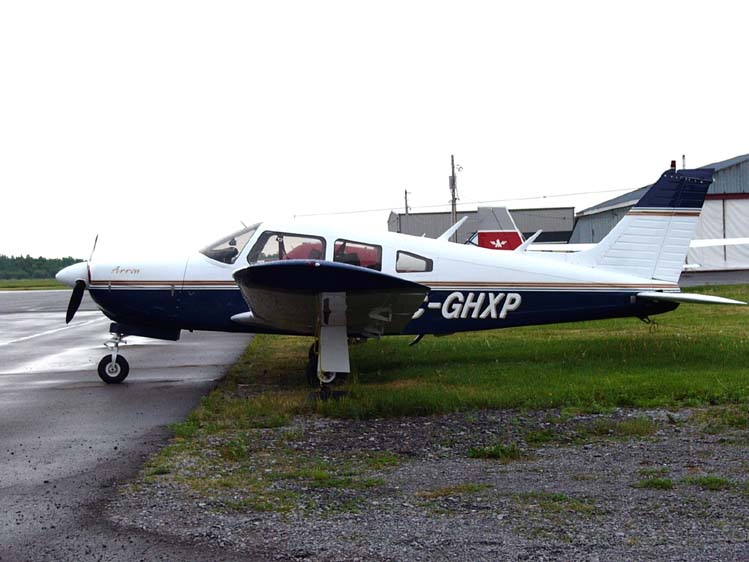
PA-28R-200 チェロキー・アローの着陸脚の格納扉。これは、この引込脚モデルを見分ける特徴である

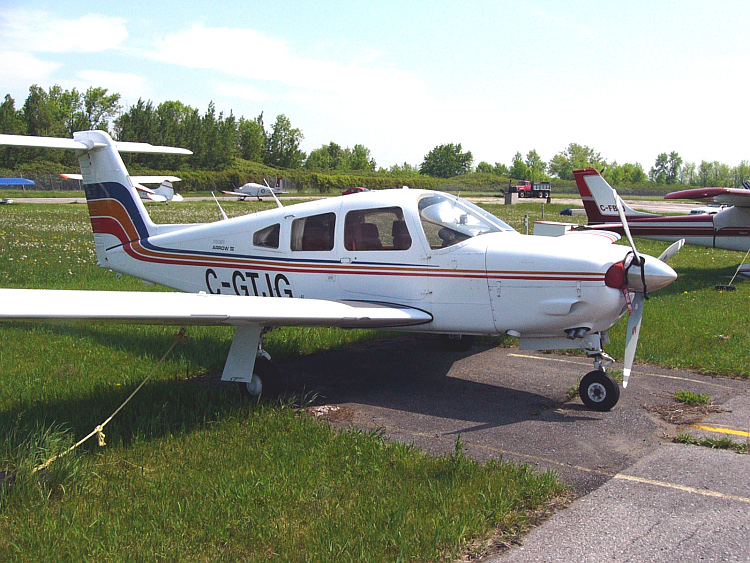
PA-28RT-201 チェロキー・アローIV。T字尾翼が特徴的である

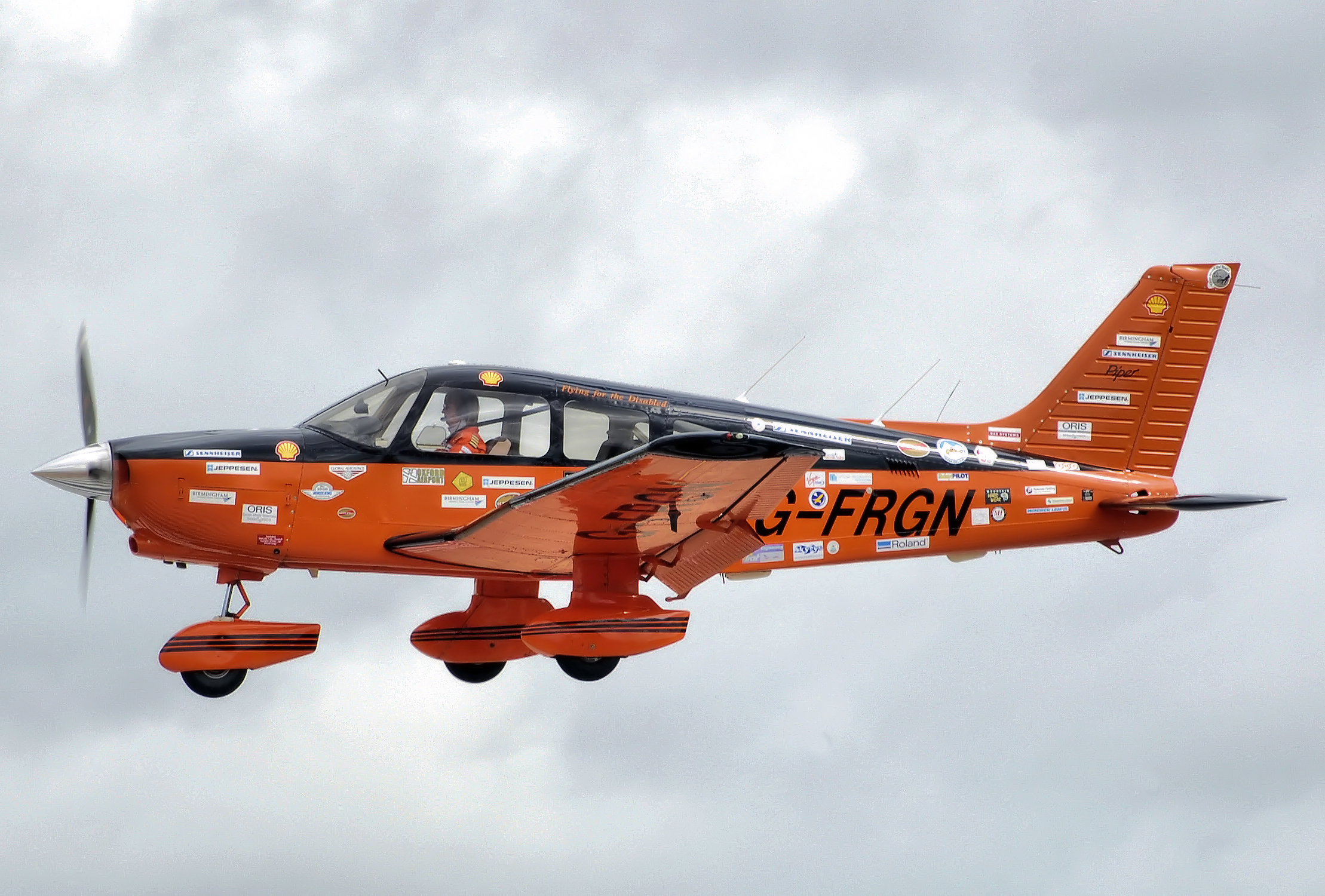
記録を樹立したイギリス人パイロットPolly Vacherによる彼女のPA-28-236 ダコタの飛行。この機体は1994年製造

オリジナルのチェロキーは、チェロキー150とチェロキー160（PA-28-150とPA-28-160）で、1961年に製造が開始された（異なる場合もあるが、モデル番号は馬力を表している）。
1962年、パイパーは180馬力 (130 kW)のライカミング O-360を搭載したチェロキー180（PA-28-180）を追加した。追加された出力によって、（乗客の重量と燃料の量にもよるが）4席すべてに乗機した状態でも実用的な飛行ができるようになった。このモデルはいまでも中古市場で人気がある。1968年、操縦席が改良され、エンジンの制御が「プッシュ-プル」式からレバーになった。加えて、三番目の窓が両側に追加され、現在の製品に見られるような現代的な外観になった。
パイパーは、ラインの拡大を続けた。1963年、よりパワフルなチェロキー235（PA-28-235）を発表した。これは、積載量の面でセスナ 182に対して有利な対抗機となった。チェロキー235は、ライカミング O-540の出力を235馬力 (175 kW)に下げたエンジンと、最終的にチェロキー・シックスにも使われた長い主翼を装備した。両方の翼端にはそれぞれ17米ガロン (64 L)のチップタンクが取り付けられ、チェロキー235が携行できる燃料は合計84米ガロン (320 L)になった。1973年、後席の足元を広げるために胴体が延長され、スタビレーターの面積も拡大された。また、販売名が「235」からチャージャーに変更され、1974年に再度変更されてパスファインダーとなった。パスファインダーの生産は1977年まで続き、1978年モデルは存在しない。1979年、パイパーはこの機体にテーパー翼を与え、名称をまた変更してダコタとした。
1964年、パイパーは、チェロキー140（PA-28-140）をラインの最下位として発表した。これは、練習用に設計され、最初は2名しか運べなかった。
PA-28-140のエンジンは発表後すぐに改良され、150馬力 (110 kW)を発生するようになったが、名称は-140のままとされた。
1967年、パイパーは、PA-28R-180 チェロキー・アローを発表した。この機体は、定速プロペラと引込脚、それに180馬力 (130 kW)のライカミング IO-360-B1E エンジンを装備していた。ライカミング IO-360-C1Cを搭載して200馬力 (150 kW)とした派生型は、PA-28R-200と名付けられ、1969年からオプションとして提供された。180馬力 (130 kW)のモデルは1971年に販売が中止された。アローを発表すると同時に、パイパーは、チェロキー150とチェロキー160を生産中止とした。
1972年、後席の足元を広げるために胴体を5インチ (13 cm)延長したアローIIが発表された。
1977年、パイパーは、以前のPA-28-181で低速時の扱いを改善することに成功したセミテーパー翼と長いスタビレーターを装備した、アローIII（PA-28R-101）を発表した。また、燃料タンクも容量が50 - 77米ガロン (190 - 290 L)に拡大された。
ターボチャージャーを装備した最初のモデルであるPA-28R-201Tも、1977年に発表された。この機体は、Rajayのターボチャージャー付き6気筒エンジンであるコンチネンタル TSIO-360-Fを装備していた。オプションとして、3翔プロペラが選択できた。
1979年、アローは、当時パイパーの他の機体で共通して使われていたT字尾翼に変更され、PA-28RT-201 アローIVとなった。
1971年、パイパーは、チェロキー140のチェロキー・クルーザー2+2と呼ばれる派生型を発売した。140という名称のままだったが、実際には150馬力 (110 kW)で、主として4座バージョンとして出荷された。1973年、チェロキー180はチェロキー・チャレンジャーと名付けられ、胴体を少し延長し主翼の幅を増したチェロキー235は、チャージャーと名付けられた。1974年、パイパーはチェロキーのモデルのいくつかの販売名を変更し、残っていたクルーザー2+2（140）は単にクルーザー、チャレンジャーはアーチャー（PA-28-181）、チャージャー（235）はパスファインダーとした。
パイパーは、チェロキー150を1974年に再発表し、名前をチェロキー・ウォーリア（PA-28-151）に変更して、アーチャーの延長された胴体と、新しいセミテーパー翼を与えた。
1977年、パイパーは、クルーザー（140）とパスファインダー（235）の製造を中止したが、新しい235馬力 (175 kW)のダコタ（PA-28-236）を発表した。これは、チェロキー235、チャージャー、および、パスファインダーをもとにしていたが、新しいセミテーパー翼をもっていた。
PA-28-201T ターボ・ダコタは、PA-28-236の発表に続いて1979年に発表された。この機体は基本的に固定脚のアローIIIと同じで、200馬力 (150 kW)を発揮するターボ付きのコンチネンタル TSIO-360-FB エンジンを搭載していた。この機体はあまりよく売れず、1980年に製造が中止された。
1978年、パイパーは、ウォーリアを改良して160馬力 (120 kW)のPA-28-161とし、名前をチェロキー・ウォーリアIIとした。ホイール・フェアリングは、空力的に改良された。1982年7月以降に製造されたウォーリアIIの後期のモデルは、総重量が2,440ポンド (1,110 kg)に増加し、有効積載量は900ポンド (410 kg)を超えた。同機はグラスコックピットを装備したウォーリアIIIとなり、練習機として販売された。

### PA-32
1965年、パイパーは、PA-28を延長して、チェロキー・シックスを開発し、PA-32と名付けた。この機体は、延長された胴体と、1名の操縦士と5人の乗客のための座席を持っていた。

### ブラジル、アルゼンチン、チリにおける生産
PA-28sは、ブラジルのエンブラエルでEMB-711A/EMB-711C Corisco（PA-28R-200）、EMB-711B（PA-28R-201）/EMB-711T（PA-28RT-201）/EMB-711ST Corisco Turbo（PA-28RT-201T）、そして、EMB-712 Tupi（PA-28-181）としてライセンス生産された。アルゼンチンでは、サンフアンのChincul SACAIFIで製造された。Chincul S. A.は、1972年-1995年の間に、チェロキー・アーチャー、ダコタ、アロー、そして、ターボアローを含む960機を製造した。PA-28-236 ダコタは、チリ空軍の整備航空団（のちにENAERになった）でもライセンス生産された。1982年9月までに、20機のダコタがチリで組み立てられた。

### ニュー・パイパー・エアクラフト
もとのパイパー・エアクラフト社は、1991年に破産を宣告された。1995年、ニュー・パイパー・エアクラフト社が作られ、2008年に再び名前をパイパー・エアクラフトに変更した。

この会社が現在生産している派生型は、180馬力 (130 kW)のアーチャーLXとTX、および、200馬力 (150 kW)のアローである。

## 設計

### 主翼
もともと、すべてのチェロキーは、矩形翼、つまり、平面系が長方形の翼をもっていた。よく「Hershey Bar wing」と呼ばれたが、これは、凸面のある長方形のチョコレート・バーに似ていたからである。
1974年のウォーリアーで、パイパーは、初めて NACA 652-415 プロファイルのセミテーパー翼に変更し、また、翼幅を2-フート (0.61 m)長くした。翼弦は、主翼の付け根から中ほどまで一定だが、そこから翼端まで、前縁が後方に向かって絞られていく。チェロキーのどちらの主翼も、付け根に角度がついている。つまり、主翼前縁は機体に近づくように少し前方に角度がついており、直角ではない。
同じ出力を持つ異なった翼型のチェロキーの、離陸距離、巡航速度、および、着陸距離は、資料によれば非常に近く、後期のテーパー翼のモデルにみられるいくつかの違いは、主翼の設計より、むしろ、より良いフェアリングとシールに起因すると考えられている。矩形翼はテーパー翼と大差なく、ほかの方法の方がより良い結果が得られる。パイパー・チェロキーの設計者John Thorpは、「テーパー翼は外側から失速を起こしやすく、こうなるとエルロンの効率が下がり、ロールオフからスピンに陥る危険性が増える。」と言っている。
加えて、Peter Garrisonは以下のように説明している:
「翼端失速を防ぐには、テーパー翼の外側の部分に、より多くの上反角をつける、前縁を拡大するか下げる、固定式あるいは自動式の前縁スロット（英語版）またはスラットを装備する、また、最も一般的には"ねじり下げ"を行うという方法がある。このような修正を行うと、いずれにしても抵抗が増加し、テーパー翼の恩恵を帳消しにしてしまう。」

### フライト・コントロール
チェロキー・ファミリーには、伝統的なフライト・コントロールが用いられている。水平尾翼は、アンチサーボ・タブ（アンチバランス・タブ）を備えたスタビレーターである。アンチサーボ・タブは、スタビレーターと同じ向きに動くので、スタビレーターがトリム位置を外れるように動くと、ピッチ制御が重くなる。フラップは最大40°展開できるが、セスナ 172のフラップよりもかなり小さく、効率が悪い。短距離離陸、または不整地からの離陸の場合、通常はフラップを25°にする。エルロン、フラップ、スタビレーター、および、スタビレーター・トリムは、すべてケーブルとプーリーでコントロールされる。
すべてのチェロキーの操縦席には、操縦桿（control stick）ではなく操縦輪（control yoke）と、ラダーペダルがある。
フラップは、操縦士が前席の間にあるジョンソン・バーを使って手動で操作する。0°ならば床と水平であり、これを引き上げて10°、25°、および40°の位置を選択することができる。
初期のチェロキーは、スタビレーター・トリム（正確にはアンチサーボ・タブ）の調整に、頭上のクランクを使っていたが、その後、前席の間のフラップ・バーのすぐ後ろにあるトリム・ホイールを使うようになった。
すべてのチェロキーには、操縦士側の計器盤の下にブレーキ・レバーがある。ラダーペダルのブレーキ（左右独立式）は、最初はオプションによる追加だったが、後に標準装備になった。
初期のチェロキーは、スロットル、混合比、および、プロペラの角度（調整可能な場合）を調整するのにコントロール・ノブを使っていたが、後にスロットル・クアドラント（throttle quadrant：スロットル・レバーの基部の半円状の部分）に取り付けられた2つまたは3つのレバーを使うようになった。
通常は、チェロキーはラダー・トリム・ノブを装備しているが、これは、実際にはラダーペダルのばねを調整するもので、ラダーにあるトリム自体を調整するのではない。言い換えれば、翼面は空力的にというよりむしろ張力の調整でトリム状態になる。

## 派生型
PA-28-140 チェロキー・クルーザー
複座、固定脚の陸上機。エンジンはライカミング O-320-E2A、出力150馬力 (112 kW)。総重量1,950ポンド (885 kg)。1964年2月14日、初認可。1965年6月17日、総重量2,150ポンド (975 kg)の4座として認可。
PA-28-150 チェロキー
4座、固定脚の陸上機。エンジンはライカミング O-320-A2BまたはO-320-E2A、出力150馬力 (112 kW)。総重量2,150ポンド (975 kg)。1961年7月2日、初認可。
PA-28-151 チェロキー・ウォーリア
4座、固定脚の陸上機。エンジンはライカミング O-320-E3D、出力150馬力 (112 kW)。総重量2,325ポンド (1,055 kg)。1973年8月9日、初認可。PA-28-150をテーパー翼にしたモデル。
PA-28-160 チェロキー
4座、固定脚の陸上機。エンジンはライカミング O-320-B2BまたはO-320-D2A、出力160馬力 (119 kW)。総重量2,200ポンド (998 kg)。1960年10月31日、初認可。
PA-28-161 ウォーリアII
4座、固定脚の陸上機。エンジンはライカミング O-320-D3GまたはO-320-D2A、出力160馬力 (119 kW)。総重量2,325ポンド (1,055 kg)。1976年11月2日、初認可。PA-28-160をテーパー翼にしたモデルである。総重量2,440ポンド (1,107 kg)は、1982年7月1日に認可。
PA-28-161 ウォーリアIII
4座、固定脚の陸上機。エンジンはライカミング O-320-D3G、出力160馬力 (119 kW)。総重量2,240ポンド (1,016 kg)。1994年7月1日、初認可。
PA-28-180 チェロキー
4座、固定脚の陸上機。エンジンはライカミング O-360-A3AまたはO-360-A4A、出力180馬力 (134 kW)。総重量2,400ポンド (1,089 kg)。1962年8月3日、初認可。
PA-28-180 アーチャー
4座、固定脚の陸上機。エンジンはライカミング O-360-A4AまたはO-360-A4M、出力180馬力 (134 kW)。総重量2,450ポンド (1,111 kg)。1972年5月22日、初認可。PA-28-180 チェロキーの胴体を5インチ (13 cm)延長、翼幅を拡大、大きな水平尾翼を装備し、総重量の増加その他の小変更を行ったモデル。
PA-28-181 アーチャーII
4座、固定脚の陸上機。エンジンはライカミング O-360-A4MまたはO-360-A4A、出力180馬力 (134 kW)。総重量2,550ポンド (1,157 kg)。1975年7月8日、初認可。PA-28-180をテーパー翼にしたモデル。
PA-28-181 アーチャーIII
4座、固定脚の陸上機。エンジンはライカミング O-360-A4M、出力180馬力 (134 kW)。総重量2,550ポンド (1,157 kg)。1994年8月30日、初認可。
PA-28-201T ターボ・ダコタ
4座、固定脚の陸上機。エンジンはターボチャージャー付きコンチネンタル TSIO-360-FB、出力200馬力 (149 kW)。総重量2,900ポンド (1,315 kg)。1978年12月14日、初認可。
PA-28-235 チェロキー・パスファインダー
4座、固定脚の陸上機。エンジンはライカミング O-540-B2B5、またはO-540-B4B5、出力235馬力 (175 kW)。総重量2,900ポンド (1,315 kg)。1963年7月15日、初認可。
PA-28-235 チェロキー・パスファインダー
4座、固定脚の陸上機。エンジンはライカミング O-540-B4B5、出力235馬力 (175 kW)。総重量3,000ポンド (1,361 kg)。1972年7月9日、初認可。1963年に認可を受けたPA-28-235 チェロキー・パスファインダーの胴体を5インチ (13 cm)延長、翼幅を拡大、大きな水平尾翼を装備し、総重量の増加その他の小変更を行ったモデル。
PA-28-236 ダコタ
4座、固定脚の陸上機。エンジンはライカミング O-540-J3A5D、出力235馬力 (175 kW)。総重量3,000ポンド (1,361 kg)。1978年6月1日、初認可。1972年に認可を受けたPA0-28-235 チェロキー・パスファインダーをテーパー翼にしたモデル。
PA-28S-160 チェロキー
4座、固定脚の水上機。エンジンはライカミング O-320-D2A、出力160馬力 (119 kW)。総重量2,140ポンド (971 kg)。1963年2月25日、初認可。
PA-28S-180 チェロキー
4座、固定脚の水上機。エンジンはライカミング O-360-A3A、出力180馬力 (134 kW)。総重量2,222ポンド (1,008 kg)。1963年5月10日、初認可。
PA-28R-180 アロー
4座、引込脚の陸上機。エンジンはライカミング IO-360-B1E、出力180馬力 (134 kW)。総重量2,500ポンド (1,134 kg)。1967年6月8日、初認可。
PA-28R-200 アロー
4座、引込脚の陸上機。エンジンはライカミング IO-360-C1C、出力200馬力 (149 kW)。総重量2,600ポンド (1,179 kg)。1969年1月16日、初認可。
PA-28R-200 アローII
4座、引込脚の陸上機。エンジンはライカミング IO-360-C1CまたはIO-360-C1C6、出力200馬力 (149 kW)。総重量2,650ポンド (1,202 kg)。1971年12月2日、初認可。1969年に認可を受けたPA-28R-200 アローの胴体を5インチ (13 cm)延長、翼幅を拡大、大きな水平尾翼を装備し、総重量の増加その他の小変更を行ったモデル。
PA-28R-201 アローIII
4座、引込脚の陸上機。エンジンはライカミング IO-360-C1C6、出力200馬力 (149 kW)。総重量2,750ポンド (1,247 kg)。1976年11月2日、初認可。
PA-28R-201T ターボ・アローIII
4座、引込脚の陸上機。エンジンはターボチャージャー付きコンチネンタル TSIO-360-FまたはTSIO-360-FB、出力200馬力 (149 kW)。総重量2,900ポンド (1,315 kg)。1976年11月2日、初認可。
PA-28RT-201 アローIV
4座、引込脚の陸上機。エンジンはライカミング IO-360-C1C6、出力200馬力 (149 kW)。総重量2,750ポンド (1,247 kg)。1978年11月13日、初認可。
PA-28RT-201T ターボ・アローIV
4座、引込脚の陸上機。エンジンはターボチャージャー付きコンチネンタル TSIO-360-FB、出力200馬力 (149 kW)。総重量2,900ポンド (1,315 kg)。1978年11月13日、初認可。T字尾翼。

## 運用者
チェロキー・シリーズは、個人オーナーや飛行クラブに人気があり、32,000機以上が販売された。

### 軍による運用
- アルゼンチン
  - アルゼンチン沿岸警備隊（英語版）[要出典]
- チリ
  - チリ空軍[要出典]
- フィンランド
  - フィンランド空軍（2005年退役）[要出典]
- カタール
  - カタール空軍[21]

## 事故
- 1969年9月9日、アメリカインディアナ州シェルビー郡のフェアランド上空で、アレゲニー航空853便（英語版）のダグラス DC-9-31がパイパー PA-28-181 アーチャーと衝突し、両機の乗員乗客全員が死亡した[22]。
- 1972年8月28日、イギリスのスタッフォードシャーのエア・レースにおいて、グロスター公息ウィリアム王子（英語版）が、彼のパイパー・チェロキー・アローの副操縦士と共に死亡した[23][24]。
- 1976年3月23日、日本の東京都世田谷区等々力にあった右翼活動家児玉誉士夫の自宅に、ポルノ俳優前野霜一郎こと前野光保が操縦するPA-28-140（機体記号：JA3551）が突入し、前野が死亡したほか児玉の家政婦が負傷した。右翼思想を持つ前野がロッキード事件の首謀者とされる児玉対して起こした航空テロで、日本国外のメディアは「最後のカミカゼ」と報じた（児玉誉士夫邸セスナ機特攻事件）。
- 1986年8月31日、アメリカカリフォルニア州ロサンゼルス郡のセリトス上空で、アエロメヒコ航空498便のダグラス DC-9-32と William Kramer 所有のパイパー PA-28-181 アーチャーが衝突し、両機の乗員乗客あわせて67名全員と、地上にいた15名が死亡した（アエロメヒコ航空498便空中衝突事故）。これは、ロサンゼルスにおける史上最悪の航空事故[25]で、この結果、すべての航空機に空中衝突防止装置（TCAS）の搭載が義務付けられ、ターミナル管制区（英語版）（Terminal Control Area）を飛行するすべての軽飛行機は、モードC トランスポンダを搭載することが義務付けられた[26]。
- 2010年2月18日、アンドリュー・ジョセフ・スタック3世のパイパー PA-28-236 ダコタが、アメリカテキサス州オースティンのエシュロン・オフィスビル街のビルディング1に故意に激突した[27]（en:2010 Austin suicide attackも参照）。これは、そのビルにあったアメリカ合衆国内国歳入庁に対する明らかな抗議だった。
- 2011年11月17日、アメリカアーカンソー州ペリー郡ペリービルの南4マイル (6.4 km)の地点にPA-28-180が墜落し、オクラホマ州立大学女子バスケットボールチームのヘッド・コーチKurt Budkeと、アシスタント・コーチのMiranda Sernaが、操縦士やその他の乗客とともに死亡した[28][29]。

## 仕様 (PA-28-140 チェロキー 140 1964年モデル)
出典: Piper Aircraft Owner's Handbook
諸元
- 乗員: 1名（パイロット）
- 定員: 3名（乗客）
- 全長: 7.16m （23.3ft）
- 全高: 2.25m （7.3ft）
- 翼幅: 9.2m（30.0ft）
- 翼面積: 15.14m² （160sq ft）
- 翼型: NACA 652-415
- 空虚重量: 544kg （1,201lb）
- 運用時重量: 975kg （2,150lb）
- 有効搭載量: 430kg （949lb）
- 最大離陸重量: 975kg （2,150lb）
- 動力: ライカミング O-320-E2A（英語版） 、113kW （150hp）   × 1

性能
- 最大速度: 230km/h=M0.19 （123knots, 142mph）
- 巡航速度: 200km/h=M0.16 （108knots, 124mph）
- 失速速度: 87km/h （47knots, 54mph）
- 航続距離: 870km （465nm, 535sm）
- 実用上昇限度: 4,400m （14,300ft）
- 上昇率: 3.4m/s （660ft/min）
- 翼面荷重: 64.4kg/m2 （13.4lb/sq ft）
- 馬力荷重（プロペラ）: 0.116kW/kg （14.3lb/hp）